# Stonemyia rasa
Stonemyia rasa är en tvåvingeart som först beskrevs av Friedrich Hermann Loew 1869.  Stonemyia rasa ingår i släktet Stonemyia och familjen bromsar. Inga underarter finns listade i Catalogue of Life.